# 日本平久能山スマートインターチェンジ

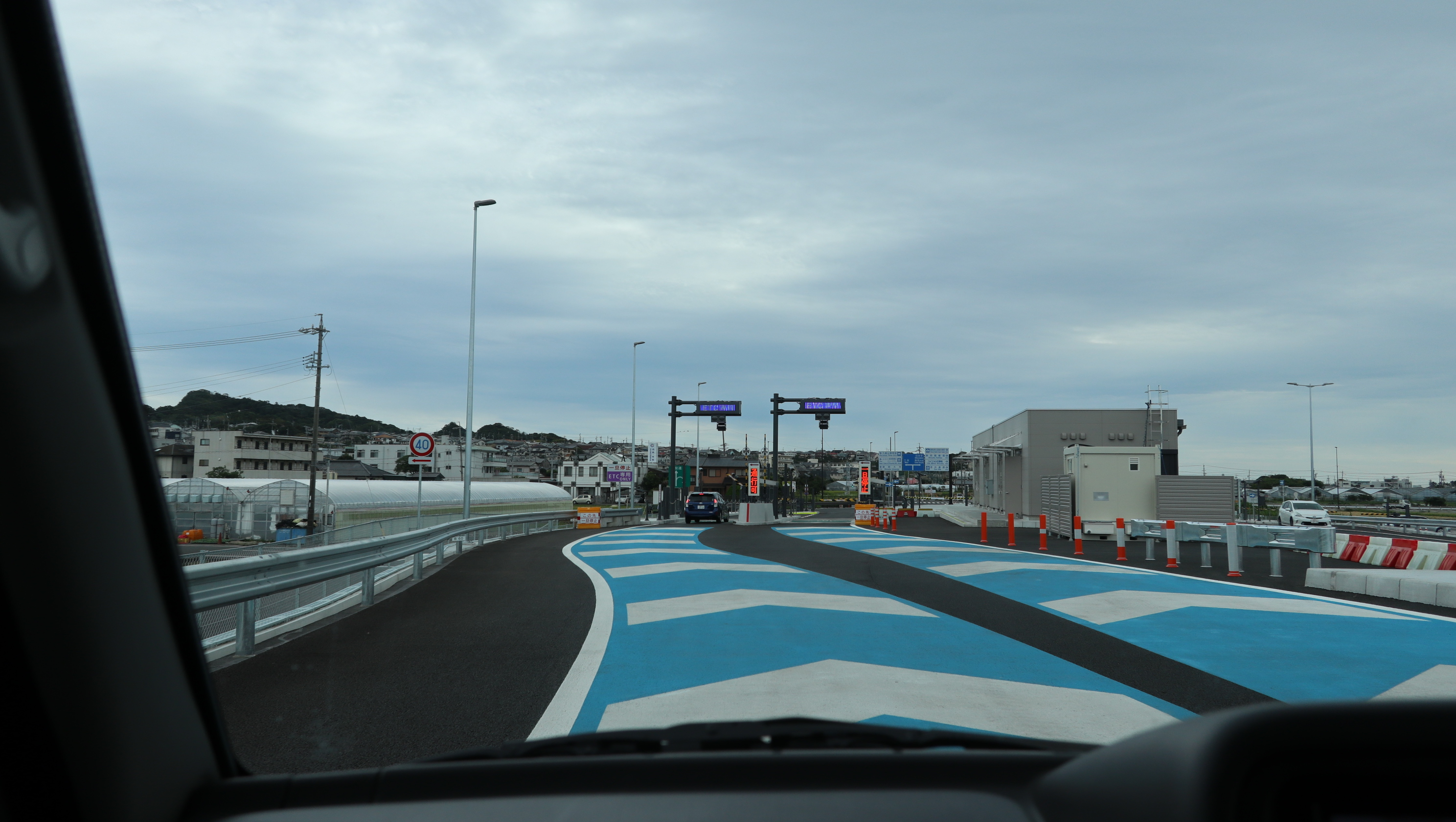
日本平久能山スマートインターチェンジ　料金所

日本平久能山スマートインターチェンジ（にほんだいらくのうざんスマートインターチェンジ）は、静岡県静岡市駿河区にある東名高速道路のスマートインターチェンジである。
本線直結型で、利用可能車種はETC搭載の全車種で、24時間運用。上下線ともに出入可である。

## 道路
- E1 東名高速道路（10-1番）

### 接続する道路
- 静岡市道大谷改良区7号線

## 沿革
- 2013年（平成25年）6月11日 : 国土交通省より連結許可[2]。
- 2019年（平成31年 / 令和元年）
  - 3月7日 : IC名称が「（仮称）東名静岡東スマートIC」から「日本平久能山スマートIC」で正式決定[3]。
  - 9月14日 : 供用開始[1]。

## 周辺
- 静岡大学静岡キャンパス
- 久能山東照宮
- 日本平動物園
- ふじのくに地球環境史ミュージアム
- 静岡県草薙総合運動場
- 登呂遺跡
- 静岡済生会総合病院
- 静岡聖光学院中学校・高等学校
- 静岡県コンベンションアーツセンター（グランシップ）
- ツインメッセ静岡
- 静岡競輪場
- 三菱電機静岡製作所
- タミヤ本社
- 片山廃寺跡
- 駿河総合高校
- 静岡大谷小学校

## 隣
E1 東名高速道路
(10)清水IC - 日本平PA - (10-1)日本平久能山スマートIC - (11)静岡IC